# Zwavelborsttoekan
De zwavelborsttoekan (Ramphastos sulfuratus) is een opvallende gekleurde vogel uit de familie van de toekans (Ramphastidae) die leeft van Venezuela en Colombia tot Zuid-Mexico. Hij leeft in kleine groepen. Zijn natuurlijke habitat bestaat uit tropisch bos. De zwavelborsttoekan is de nationale vogel van Belize.

## Kenmerken
De zwavelborsttoekan meet inclusief snavel 43 tot 56 centimeter. De snavel apart heeft een lengte van 12 tot 15 centimeter, wat een derde van de lengte van zijn hele lijf uitmaakt. Het mannetje weegt gemiddeld 500 gram, het vrouwtje 380 gram. Hoewel de snavel erg groot is, weegt hij slechts weinig: de snavel is hol en is gemaakt van keratine, een licht, hard eiwit.
Het verenkleed is zwart, met uitzondering van de gele borst en zijkop. De poten hebben een blauwe kleur; de staart heeft aan het uiteinde rode veren. Het grootste deel van de snavel is groen, met aan de zijkant oranje; het uiteinde is paarsrood.

## Leefgebied
Het gebied waar de zwavelborsttoekan voorkomt beslaat een oppervlak van Zuid-Mexico tot de landen Venezuela en Colombia. Als nest gebruikt de vogel een gat in een boom, wat reeds gemaakt is. In de regel is dit hol dichtbevolkt, omdat ze hierin met meerdere dieren leven.
De soort telt 2 ondersoorten:
- R. s. sulfuratus: zuidoostelijk Mexico, Belize en noordelijk Guatemala.
- R. s. brevicarinatus: van zuidoostelijk Guatemala tot noordelijk Colombia en noordwestelijk Venezuela.

## Gedrag
Net als de meeste andere soorten toekans, leven zwavelborsttoekans in familiegroepen van 6 tot 12 dieren. Ze leven nauwelijks solitair, hun voedsel grijpend met behulp van hun snavel. Een karakteristiek gedragselement is het zich laten voeren van fruit door een ander dier.

## Voedsel
Zwavelborsttoekans leven en voeden zich vooral met fruit, maar ook met insecten, eieren, hagedissen of boomkikkers. De vogels kunnen enorme hoeveelheden fruit verwerken.

## Broeden
Het vrouwtje legt één tot vier eieren. Deze worden uitgebroed door het vrouwtje en het mannetje. Het duurt zo'n 15 tot 20 dagen voor de eieren uitkomen. Zowel het mannetje en het vrouwtje houden zich bezig met het voeden van de jongen. Na de geboorte hebben de jongen nog geen veren; de ogen openen pas drie weken later. De vogels blijven zo'n 8 tot 9 weken in het nest, totdat hun snavels wat gegroeid zijn en ze kunnen vliegen.

## Trivia
- De zwavelborsttoekan is de nationale vogel van Belize.